# 帕達絢鯰
帕達絢鯰，為輻鰭魚綱鯰形目鯰科的其中一種，為熱帶淡水魚，分布於亞洲阿富汗、巴基斯坦、印度、孟加拉與緬甸淡水流域，體長可達30公分，棲息在底層水域，生活習性不明，可做為食用魚。

## 扩展阅读
維基物種上的相關：帕達絢鯰